# Noskapin
Noskapin (alternativ stavemåde noscapin) er et benzylisoquinolin-alkaloid der findes i planter i valmue-familien (Papaveraceae) og er uden betydelig smertestillende virkning. Noskapin anvendes som hostestillende lægemiddel.
I Danmark kan noskapin købes i håndkøb.
31/12-2022: Er udgået på markedet og kan ikke længere købes

## Eksterne links
- Læs mere om Noskapin på medicin.dk Arkiveret 26. juni 2012 hos  Wayback Machine